# Dercas
A Dercas  a rovarok (Insecta) osztályának a lepkék (Lepidoptera) rendjébe, ezen belül a fehérlepkék (Pieridae) családjába tartozó nem.

## Rendszerezés
A nembe az alábbi fajok tartoznak:
- Dercas lycorias
- Dercas verhuelli